# Moreruela de Tábara (kommunhuvudort)
Moreruela de Tábara är en kommunhuvudort i Spanien.   Den ligger i provinsen Provincia de Zamora och regionen Kastilien och Leon, i den nordvästra delen av landet, 240 km nordväst om huvudstaden Madrid. Moreruela de Tábara ligger 696 meter över havet och antalet invånare är 472.
Terrängen runt Moreruela de Tábara är platt. Runt Moreruela de Tábara är det mycket glesbefolkat, med 6 invånare per kvadratkilometer. Närmaste större samhälle är Tábara, 8,5 km väster om Moreruela de Tábara. Trakten runt Moreruela de Tábara består till största delen av jordbruksmark.